# シュパイアーバハの戦い
シュパイアーバハの戦い（Battle of Speyerbach）は、スペイン継承戦争における戦闘の1つで、1703年11月15日に現在のドイツ・ラインラント＝プファルツ州シュパイアー西部でフランス軍と神聖ローマ帝国が衝突した。
1703年のドイツではライン川流域（アルザス）・ドナウ川流域（バイエルン選帝侯領）の2箇所にフランス軍が駐屯していて、諸都市を落とし占領区域を拡大して帝国を脅かしていた。帝国軍も迎撃に出動したが、ドナウ川戦線では9月20日のヘヒシュテットの戦いでヴィラール・マクシミリアン2世率いるフランス・バイエルン連合軍に帝国軍が敗北、ドナウ川占領区域を更に拡大させる結果に終わった。ライン川に留まっていたタラール伯カミーユ・ドスタンもアルザスから南下して9月にライン川右岸のブライザハを奪取、10月に北上してランダウを包囲した。
帝国諸侯のヘッセン＝カッセル方伯世子フリードリヒ（後のスウェーデン王フレドリク1世）とナッサウ＝ヴァイルブルク伯ヨハン・エルンストはランダウ救援のため南下、11月13日にランダウから北東のシュパイアーに到着して援軍を迎えるべく待機した。ランダウを包囲していたタラールは帝国軍を撃破することに決め、ザールブリュッケンに残したフランス軍と合流してシュパイアーへ進軍した。
15日にフランス軍がシュパイアー西部のシュパイアーバハに駐屯していた帝国軍に攻撃、戦闘が開始された。帝国軍は指導者達がシュパイアーで開かれた帝国の祝典に出席していたため、不在のままフランス軍に立ち向かわねばならなかった。それでも帝国軍は奮戦したが左翼と本陣の間が広がり、タラールは右翼を敵左翼攻撃に差し向けた。左翼と本陣の隙間は拡大した時、ヨハン・エルンストが騎兵を連れて戦場に現れフランス騎兵隊を撃退、一度戦場から離脱した後に再編成を行いフランス軍右翼を攻撃した。
左翼のフランス騎兵隊は敗走して指揮官も戦死、中央では帝国軍は持ちこたえたが、フランス軍右翼は帝国軍左翼を打ち破り敵を右から包囲、帝国軍は大損害を出しながら逃走した。フランス軍の被害も大きく追撃出来なかったが、ランダウは同日に降伏した。フランス軍の損害は死傷者が3500人から4000人、帝国軍の損害は死者・捕虜を合わせて8500人に上った。ライン川のフランス占領区域はプファルツまで広がり、ブライザハからバイエルンまでの連絡路を確保したことでフランス軍の脅威は増大していった。
フランス軍は順調に勢力を伸ばしていったが、バイエルンのヴィラールとマクシミリアン2世が方針を巡って衝突、フランスへ召還されたヴィラールの代わりにフェルディナン・ド・マルサンがバイエルンに派遣された。一方、追い詰められた帝国は同盟国のイングランドに援軍派遣を要請したため、1704年にイングランド軍がドイツへなだれ込み戦局は大きく転換していった。